# Ah ! Nana
Ah ! Nana est un périodique de bande dessinée féminin créé par Les Humanoïdes associés en 1976 dont neuf numéros sont parus jusqu'en 1978. 
Sa rédaction, comme ses autrices, avaient la particularité d'être uniquement des femmes (hormis un homme invité à chaque numéro), à une époque où la bande dessinée était encore un milieu presque exclusivement masculin. Elle vendait à 15 000 exemplaires sur un tirage de 30 000, avant que l'interdiction de vente aux mineurs n'entrave son développement de manière fatale.

## Histoire
En 1976, lors d'un déjeuner de l'équipe du journal Métal hurlant, Jean-Pierre Dionnet suggère aux femmes présentes, dont sa femme Janic Guillerez, de créer un journal féminin et féministe. Guillerez est partante et en octobre 1976 paraît le premier numéro d'Ah ! Nana, revue de bandes dessinées et d'actualité. Plusieurs magazines servent d'inspiration à cette nouvelle revue. Tout d'abord, les comics féministes underground américains comme Wimmen's Comix ou Tits & Clits ont déjà proposé des histoires écrites et dessinées exclusivement par des femmes et présentant des sujets intéressant les femmes comme les règles, le sexisme, l'avortement, etc. Une autre source est l'ensemble des revues féministes des années 1970 comme Le torchon brûle, Les Cahiers du Grif ou Le Quotidien des femmes. Enfin la revue Sorcières, qui chaque mois consacrait son numéro à un thème particulier, est aussi un modèle puisque Ah ! Nana reprend cette formule,.
La revue est publiée jusqu'en septembre 1978 et connaît 9 numéros. 
Son arrêt est dû à deux éléments. Le premier est l'interdiction de la revue aux mineurs décidée par la Commission de surveillance et de contrôle des publications destinées à l'enfance et à l'adolescence à la suite d'un numéro comportant un dossier consacré à l’homosexualité. L'illustré consacre ensuite son neuvième et dernier numéro à l'inceste, ce qui lui vaut d'être censuré par la commission qui considère ce contenu comme pornographique. Ah ! Nana ne paraîtra plus. Paradoxalement, la commission ne condamne aucun autre journal masculin dont le contenu est tout aussi pornographique. Pour le magazine féministe, cette censure est interprétée comme l'expression de la domination masculine. 
Et le second est la faiblesse du lectorat qui empêche la revue d'être rentable : 15 000 exemplaires vendus en moyenne avant la décision de censure, un nombre réduit ensuite par cette interdiction de vente aux mineurs,,. Pour Fanny Michaëlis, « c'était une initiative radicale. C'est hyperdommage qu'elle ait été ensevelie par le virage normatif des années 80 dans le milieu de la BD ».
En octobre 2023, la revue Métal Hurlant publie un hors série spécial en hommage à Ah ! Nana.

## Thématiques abordées
À partir d’avril 1977, chaque numéro inclut un dossier thématique, un sujet : 
- numéro 3 : le néonazisme[7]
- numéro 4 : la mode[7]
- numéro 5 : les rapports hommes - femmes[7]
- numéro 6 : les jeunes filles[7]
- numéro 7 : le sado-masochisme[7]
- numéro 8 : l'homosexualité et la transidentité[7]
- numéro 9 : l'inceste[1]

## Collaboratrices
Ont participé à ce magazine les autrices suivantes : 
- Trina Robbins[4]
- Chantal Montellier[4]
- Florence Cestac[4]
- Nicole Claveloux[8]
- Aline Issermann[4]
- Paula Jacques[7]
- Victoria Thérame[7]
- Sotha[7]

## Galerie

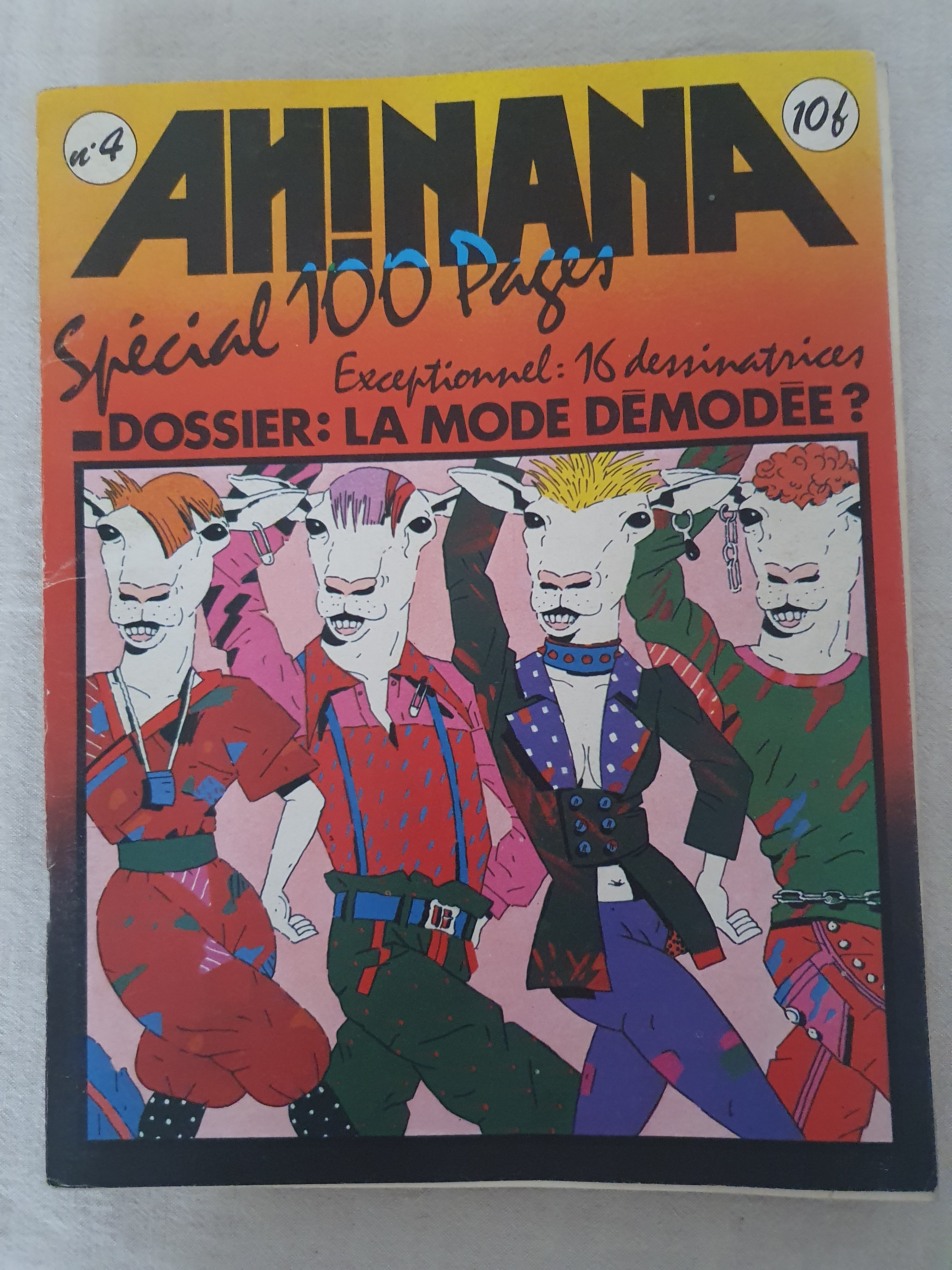
AH ! NANA n°4 1977 couverture 1
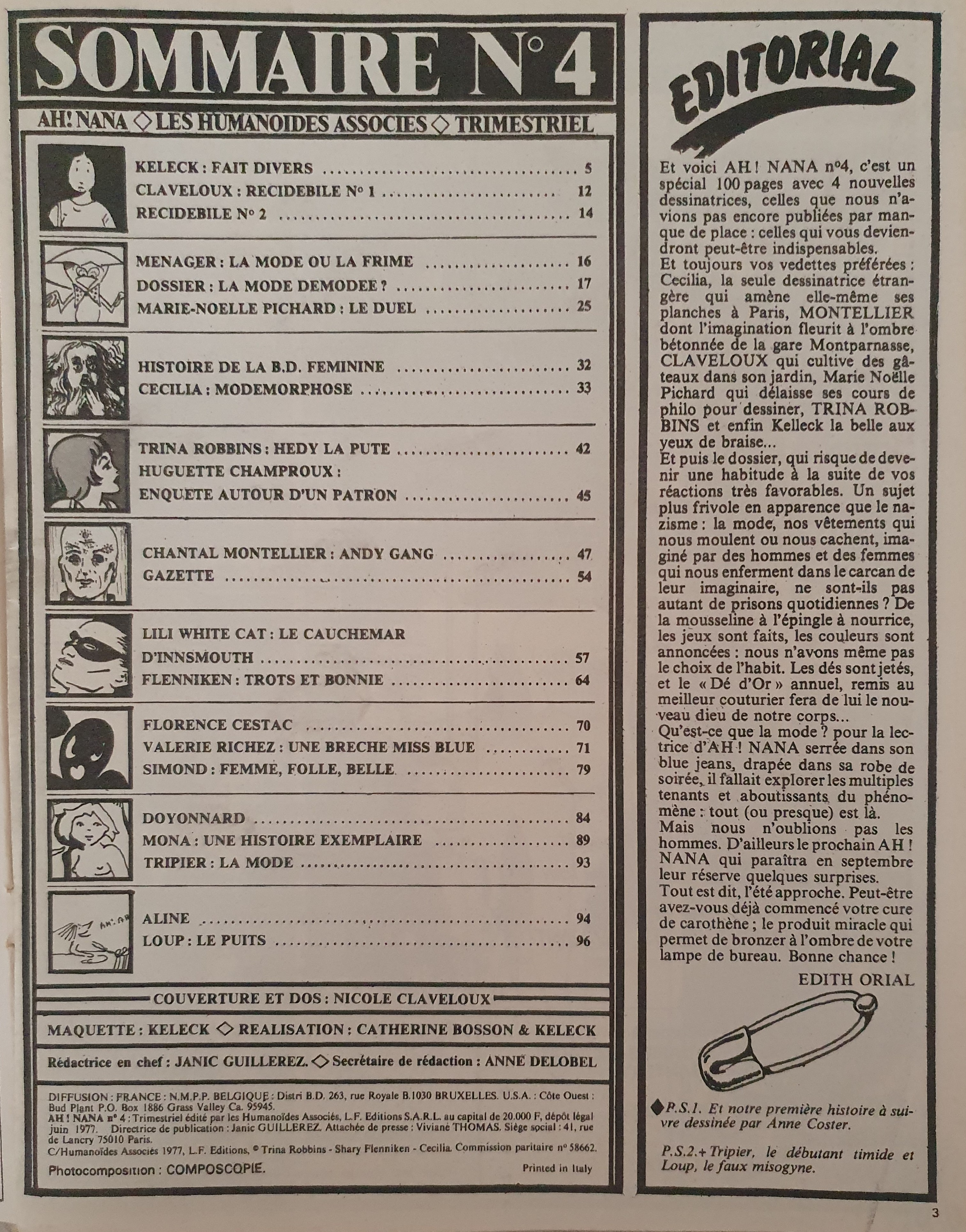
AH ! NANA n°4 1977 sommaire
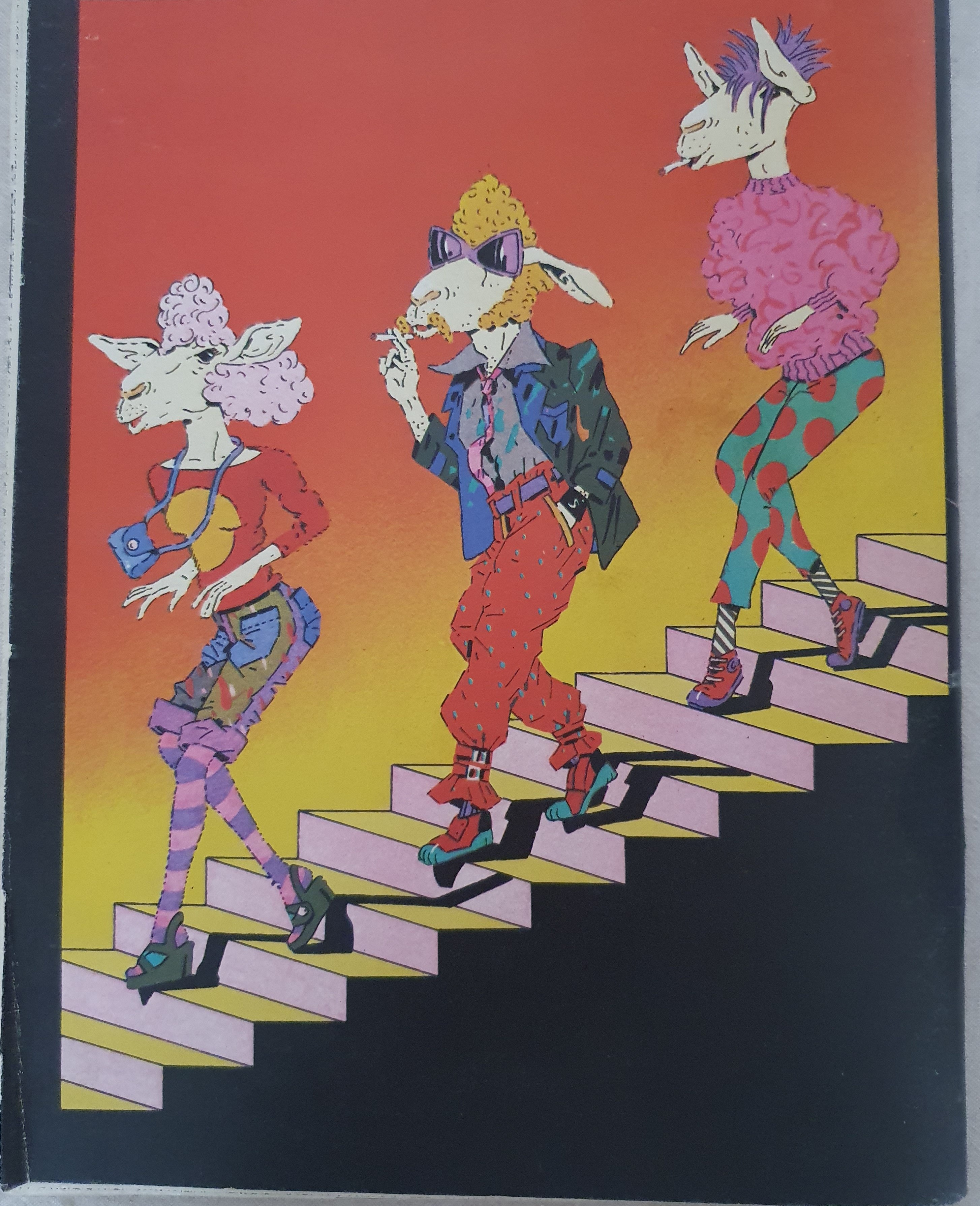
AH ! NANA n°4 1977 couverture 4